# Plutonesthes tonkinensis
Plutonesthes tonkinensis là một loài bọ cánh cứng trong họ Cerambycidae.